# Salló László
Salló László (Fogaras, 1953. május 23. – Kazincbarcika, 2012. október 22.) erdélyi magyar irodalomtörténész.

## Életútja
Középiskoláit a fogarasi líceumban végezte (1972), s a Babeș–Bolyai Tudományegyetemen szerzett magyar–angol szakos tanári diplomát (1978). 1978–79-ben Székelyudvarhelyen, 1979–90 között Fogarason, 1990-től, Magyarországra áttelepedve, Kazincbarcikán tanított.
Első írását a brassói Új Időben közölte (1969), további írásai az Utunk, Igaz Szó, A Hét, Ifjúmunkás, Új Élet, Brassói Lapok, Előre, Munkásélet hasábjain, 1990 óta a Reform, Szabad Föld, Élet és Tudomány, Népszava, Új Magyarország, Vasárnapi Hírek, Észak-Magyarország, Új Hírnök, Iskolakultúra című lapokban jelentek meg.
Galamb olajággal című írását a Jelzések című kötet (Bukarest, 1988) közölte. Babits Mihály fogarasi éveit tanulmányozva több részletet közölt egy megjelenés alatt álló könyvéből.

## Kötete
- Tamási Áron színpadi játékai (Kriterion Könyvkiadó, Bukarest, 1991)[4]